# Мае Дрісдейл
Мае Дрісдейл  (англ. Mahe Drysdale, 19 листопада 1978) — новозеландський веслувальник, олімпійський чемпіон та медаліст.

## Виступи на Олімпіадах
| Олімпіада   | Дисципліна                        | Місце |
| ----------- | --------------------------------- | ----- |
| Афіни 2004  | четвірка розстібна без стернового | 5     |
| Пекін 2008  | одиночка                          | 3     |
| Лондон 2012 | одиночка                          | 1     |
| Ріо 2016    | одиночка                          | 1     |